# 新沢基栄
新沢 基栄（しんざわ もとえい、男性、本名同じ、1958年6月10日 - ）は、日本の漫画家。新潟県立柏崎工業高等学校、日本工学院専門学校美術科卒。血液型A型。
代表作は『ハイスクール!奇面組』（集英社『週刊少年ジャンプ』連載）で、1985年にテレビアニメ化されたほか、2017年からは2.5次元舞台劇化されシリーズ化されている。

## 経歴
実家は醤油屋。新潟県立柏崎工業高等学校を卒業して上京し、日本工学院専門学校に入学した。
専門学校を卒業後、日雇いの運送屋で最低限の生活費を稼ぎながら、当時、勢いを感じ始めた『週刊少年ジャンプ』での漫画家デビューを目指し集英社に作品を投稿。フレッシュジャンプ賞の選外となるも、週刊少年ジャンプ編集者に見出されて、1980年に同誌にて『3年奇面組』でデビュー。それ以前は妹の影響で少女漫画志望であったため、初期の同作品にはその面影が色濃く残っている。
『3年奇面組』、その続編の『ハイスクール!奇面組』が大ヒットして、テレビアニメ化もされるなど、一躍人気漫画家となる。しかし漫画家として順風満帆だった最中、高校生の時に同級生と遊びでやった相撲が原因で患った腰痛が、過酷な週刊連載活動の中で悪化する。印刷会社から“締め切り間際の魔術師”と苦笑されながらも、辛うじて連載は続いていたが、ついにそれが限界を迎えて『奇面組』の原稿を落とす事態に陥り、それを重く見た集英社の上層部との相談の結果、『奇面組』は1987年に連載終了となる。もともと新沢としてはそれ以前に登場人物の高校卒業（1985年春）に合わせて終了させる意向だったが、編集部の引き止めによって連載は継続されていた。また、同社の上層部には先述の休載に至るまで、新沢の意向が伝わっていなかったと本人は語る。
休養後、1988年に連載開始した『ボクはしたたか君』も人気を博すが、再び慢性化していた腰痛が悪化したことが原因で休載となり、未完のまま打ち切りとなる。
それ以後は長期にわたり連載を持たず、新沢の元アシスタントだった佐藤正のアシスタントをするなどしていたが、数本の読み切り作品を経て2001年より『フラッシュ!奇面組』（スクウェア・エニックス『月刊少年ガンガン』）の連載を開始する。しかし、腰の様子を見ながら仕事をしていたためか休載しがちであり、2005年6月号を最後に中断した。
その後、2009年12月17日発売の『大人の科学マガジン』（学研教育出版刊）Vol.26掲載、「大人のひみつシリーズ モテる・モテないのひみつ」（原作：こざきゆう）にて作画を手掛けた。
毎年柏崎市でお盆に開かれる「柏崎ふるさとまつり」での「絵あんどん展」にて直筆イラストの絵あんどんを出品していたが、同展は2017年をもって終了となった。
2012年～2017年には無料漫画サイト『Jコミ』にて自身の漫画作品の電子版を無料公開。
また、週刊少年ジャンプ50周年号（2018年33号）において、書き下ろしの祝いのイラストとメッセージが描かれた色紙が掲載された。

## 特色、仕事の進め方など
『奇面組』を描いていた頃は、コマ割りなどの技術面でのノウハウがなかったため、浮かんだことや台詞を絵にして直接描き、13〜15ページ程度の漫画なら10ページ位まで描いてから終わり方を考えていた。テンポ良く話を進めることを優先し、打ち合わせなども大雑把に話を決めるだけであった。またアイデアも落書きから得ていた。
また、担当から予定より早い締め切りを教えられており、新沢が「担当さんが苦労したくなかったから」と話している。

## エピソード
- 中・高校時代は地元新聞社の投稿欄にイラストを投稿。常連というほど掲載されていた。
- 高校時代は生徒会の副会長を務めていた。
- 恐竜好きである[3]。
- 漫画家になった理由は「志したのではなく、それ位しか自分のやってみたい事が浮かばなかったんです」と答えている[7]。
- 『ハイスクール!奇面組』の主題歌にうしろゆびさされ組の曲が使用されていた縁で、当時、同じフジテレビ系にて放映されていた『夕やけニャンニャン』の観覧にたびたび出向いていたが、人気が出るにつれおニャン子クラブの親衛隊や不良たちから目の敵にされ、外出は命懸けだった[8]。一方で、うしろゆびさされ組のメンバー選出に関しては特に意見は挟まなかったが、結果として2人が河川唯、宇留千絵のイメージに合う可愛らしさで喜ばしいと絶賛した。
- 『帰ってきたハイスクール!奇面組』を発表当時、トヨタ・ヴィッツを購入。本編の1エピソード「はじめての新車」はこの時の経験をもとにして描かれた[9][10]。
- 最も影響を受けた漫画家として梶原一騎を挙げている。また、『奇面組』を描いたことである程度有名になれたが、「もう、これ以上、インパクトのある漫画は描けないかもしれない」と述べている[7]。また、「自分のライフワークと思うようになった」とも語ったこともある[1]。
- 『ボクはしたたか君』以降、『フラッシュ!奇面組』までの間、連載を持たなかった理由としては、「また漫画を描きたいという衝動が来るのを待っていたが、全然来なかったから」とのこと。新沢自身は人一倍マンガを描くのが好きなわけではないらしく、放っておかれたらその後も何もしていなかっただろうとコメントしている[1]。
- 2015年には、2009年に『大人の科学マガジン』にて担当した『モテる・モテないのひみつ』についてインタビューを受けた。主人公を潔に似たキャラにした理由として、『奇面組』のキャラであれば恋愛エピソードの多い潔が向くと考えたが、そのまま使いたくはないので髪型を変更したとのこと。ただ、モブの中には『奇面組』にて恋愛関係にあったキャラがデートしたり子供がいる状態で登場しているが、これは『奇面組』の時間がそのまま流れていればこうなっていたかもという読者サービスと同時に、新沢自身の「キャラが幸せになっていて欲しい」という思いの表現でもあるとのこと。また、『大人の科学マガジン』は左開きで台詞は横書きになっており、版型が大きくコマ数が多くなる上に学習まんがの特性上台詞が多くなるなど、面倒な点が多かったこともあり「次に頼まれても学習まんがはもうやりたくない」とコメントしている。最後に、今後の新作についての構想を聞かれた際は、「以前は連載途中に体調不良で終了した『ボクはしたたか君』の続編を描きたいと思っていたが、現在は特に描きたいと思ってない」と語っている[11]。
- 2017年と2018年には奇面組が舞台化され、出演者と共に撮影された写真がTwitter上で公開された。写真ではいずれも杖を持った状態で撮影されている。

## アシスタント
- 佐藤正 - 『燃える!お兄さん』の著者。

## 作品リスト

### 連載作品
集英社
- 『週刊少年ジャンプ』
  - 3年奇面組（1980年 - 1982年、JC版全6巻、JCS版全4巻、文庫版全4巻）
  - ハイスクール!奇面組（1982年 - 1987年、JC版全20巻、JCS版全13巻、文庫版全13巻、ミッシィコミックス版全9巻）
  - ボクはしたたか君（1988年 - 1990年、JC版全5巻、JCS版全4巻）

- 『Vジャンプ』
  - ハッピーにおまかせ!（1992年-1993年、『ボクはしたたか君』JCS版第2巻に収録）※短期集中連載

スクウェア・エニックス
- 『月刊少年ガンガン』
  - フラッシュ!奇面組（2001年 - 2005年、ガンガンコミックス全3巻）

### 読切作品
短編集収録作品
下記の集英社各誌に掲載された作品は、のちに単行本『新沢基栄短編集 古代さん家の恐竜くん』に収録。
- 『週刊少年ジャンプ』
  - 3年奇面組場外編 ひまわり・ちゅーりっぷ（1981年4月10日増刊号）
  - 教師のらいせんす（1982年1月10日増刊号）
  - Mr.愛NG（1983年第13号）
  - おやおや親父（1988年第18号）
  - パートナー真児くん（1990年第40号）

- 『フレッシュジャンプ』
  - 怪傑豪くんマン（1984年2月23日号）
  - Kの日記帳（1985年2月23日号）

- 『週刊少年ジャンプ Spring Spcial』
  - DATTE!潮鐘（1986年）
- 『週刊少年ジャンプ Autumn Spcial』
  - 古代さん家の恐竜くん（1987年）

雑誌掲載のみ
集英社
- 『週刊少年ジャンプ 1992年第25号』
  - 必殺！学園救助隊キャラクター
- 『週刊少年ジャンプ Winter Spcial』
  - ミラクル探偵天野J（ジャック）1993年
- 『増刊ヤングジャンプ2005年11月5日号』
  - ワラトルマン〜やっつけ隊のお仕事〜

その他
学研教育出版
- 『大人の科学マガジン Vol.26』（2009年12月17日）
  - 大人のひみつシリーズ　モテる、モテないのひみつ（原作：こざきゆう）

『学研まんが 大人のひみつシリーズ　からだのひみつ』として書籍化。

### リバイバル作品
当時の1980年代ブームのもとで発表された。
- ハイスクール!奇面組 世紀末編　ラッシーウィーンの巻（1999年、ワールドフォトプレス）『コミック★フィギュア王』
- 帰ってきたハイスクール!奇面組　はじめての番台の巻（2000年11月27日、マガジンハウス）『POPEYE』599号
- POPEYE増刊　帰ってきたハイスクール!奇面組（2000年、マガジンハウス） 
  - 上記2作品に新作を加えたムック本。
- 帰ってきたハイスクール!奇面組（2004年、集英社「ジャンプコミックスデラックス」）※上記ムック本からの再録

### その他
- SIMPLEキャラクター2000シリーズ Vol.05 ハイスクール!奇面組 THE テーブルホッケー（2001年12月20日） - イラスト
- ポアロ『おもちゃやめぐり』（2005年、アニメイト） - 限定発売のCDアルバム。ジャケットイラストをデザイン。奇面組の面々による、日常生活の一コマ風ジャケット。
- 創刊70周年特集 漫画家が描くふるさと新潟 新潟マンガ王国（2012年11月3日、新潟日報）第752号別刷
  - 東洋ゴム工業（現：TOYO TIRE）「トーヨータイヤ」
  - 新潟出身者である新沢がイラストを手掛けた、『ハイスクール!奇面組』とのコラボレーション広告[12]。
- 舞台 ハイスクール!奇面組（2017年、2018年、2020年、ADKアーツ制作・主催）
  - 原作者・新沢の監修による舞台劇[13]。